# Сеттимо, Руджеро
Рудже́ро Се́ттимо (итал. Ruggero Settimo; 19 мая 1778, Палермо, Сицилийское королевство — 12 мая 1863, Ла-Валлетта, Мальта, Британская империя) — итальянский аристократ, морской офицер и политик. Министр военно-морского флота Сицилийского королевства в 1812—1813 годах. Военный министр в 1813—1814 годах. Сторонник независимости Палермо от Неаполя. В 1848 году возглавил Сицилийскую революцию, за что был провозглашён «отцом отечества». Поддержал вхождение Сицилии в состав Королевства Италия. Сенатор и первый президент сената Королевства Италия в 1861—1863 годах. Кавалер Высшего ордена Святого Благовещения и Большого креста ордена Святых Маврикия и Лазаря.

## Биография

### Происхождение
Родился в Палермо 19 мая 1778 года. Происходил из рода пизанских патрициев и банкиров, переехавших в Палермо в первой половине XV века и ставших сицилийскими аристократами. Отец — Траяно Сеттимо, князь Фиталия и маркиз Джарратана, умер когда Руджеро было пять лет. Мать — Мария Тереза Назелли, урождённая княжна д’Арагона, осталась многодетной вдовой. У Руджеро было три сестры — Мария Игнация, Стефания и Агриппина, все ставшие монахинями, и два брата — Луиджи, умерший в детстве, и Джироламо, ставший во главе рода после смерти отца.

### Служба на флоте
В 1791 году, в возрасте тринадцати лет, Сеттимо поступил в Королевскую морскую академию в Неаполе, которую окончил со званием гардемарина. В 1792 году начал службу на военном корабле «Танкреди». Уже в сентябре 1793 года в составе военного флота Неаполитанского королевства участвовал в осаде Тулона. В 1795 году был участником сражения в заливе Фрежюс. В 1796 году был повышен до звания мичмана и переведён на военный корабль «Церера» под командованием адмирала Франческо Караччоло. На этом корабле в 1796—1798 годах патрулировал Тирренское море от берберских пиратов. В октябре — декабре 1798 года участвовал в осаде Мальты, захваченной французами у англичан.
Во время Партенопейской республики в Неаполе последовал за королевским двором в Палермо. 26 апреля 1799 года ему было присвоено звание лейтенанта и передано командование над военным кораблём «Липари». В апреле 1800 года Сеттимо участвовал в осаде Генуи, после чего был направлен в Адриатическое море под командование коммодора Карло Актона. Во время патрулирования Адриатического моря в июне 1800 года его судно было захвачено британской эскадрой.
В 1802 году он сопровождал короля Фердинанда из Палермо в Неаполь. В 1806 году, после оккупации французами континентальной части Неаполитанского королевства, Сеттимо снова последовал за королевским двором в Палермо. 12 апреля 1806 года ему было присвоено звание капитана и передано командование над военным кораблём «Аврора». В том же году он участвовал в обороне Гаэты и Капри. Его последней военной операцией стал поход 1810 года против Иоахима Мюрата. В 1811 году Сеттимо подал в отставку с военной службы из-за проблем со здоровьем и был введён в состав Совета морского флота Неаполитанского королевства.

### Политическая деятельность
Подав в отставку, занялся политической деятельностью на Сицилии. С либеральным движением на острове его познакомил Карло Коттоне, князь Кастельнуово. Сеттимо приветствовал в Палермо Уильяма Бентинка, нового командующего британским корпусом на Сицилии, надеясь, что его прибытие остановит репрессии в отношении либеральной оппозиции со стороны Неаполя. Он выступил посредником между Бентиком и официальными властями в деле освобождения сицилийских оппозиционеров и установления на острове автономного правления. Сеттимо стал одним из лидеров сицилийского либерального движения. Он отказался занять места королевского советника и главы военного секретариата. Однако в 1812 году согласился занять место министра военно-морского флота в правительстве Сицилийского королевства. Под его руководством были полностью реорганизованы народное ополчение и генеральный штаб, создана военно-топографическая служба. В июне 1812 года он был избран депутатом Палаты общин Сицилийского королевства. Выступая в парламенте, Сеттимо говорил о необходимости укрепления обороноспособности острова.
Во время отсутствия Бентинка на Сицилии, он был фактическим правителем острова. В марте 1813 года, после попытки государственного переворота, Неаполь направил в Палермо военный корпус под командованием генерала Эмануэле де Буркара. Правительство Сицилийского королевства подало в отставку. В октябре 1813 года, после возвращения Бентинка и формирования нового правительства, Сеттимо занял в нём место военного министра. Чтобы преодолеть политический кризис, он выступил за союз либеральной и суверенной партий. В итоге это привело к реставрации на Сицилии абсолютной власти короля Фердинанда. В июле 1814 года правительство Сицилийского королевства подало в отставку, парламент был распущен и отменена сицилийская конституция.
В 1815 году Сеттимо отошёл от политической деятельности и вернулся к ней во время восстания 1820—1821 годов. 12 сентября 1820 года он вошёл в состав Сицилийского временного правительства, но отказался его возглавить. Во время собрания граждан во дворце Сан-Катальдо выступил за восстановление конституции 1812 года. Тогда же две трети присутствующих проголосовали за независимость Палермо от Неаполя. 7 ноября 1820 года король Фердинанд послал на остров армию под командованием Флорестано Пепе, которого позднее сменил генерал Пьетро Коллетта. Восстание сицилийцев было жестоко подавлено. Сеттимо согласился войти в декурионат Палермо, который 14 апреля 1821 года подписал «Закон о покорении». Эта подпись лишила его поддержки сицилийской либеральной партии. На некоторое время он снова отошёл от политики и занялся решением социальных проблем, в частности вопросов, связанных с общественным здравоохранением: в 1832 году участвовал в работе комиссии общественного здравоохранения, в 1835 году был членом Верховного магистрата здравоохранения. Выполняя завещание Карло Коттоне, основал на оставленные им средства Институт Кастельнуово.

#### Участие в революции
12 января 1848 года на Сицилии поднялось восстание. В тот же день Сеттимо вступил в один из комитетов повстанцев в Палермо. 23 (или 24) января его избрали президентом генерального революционного комитета. 1 февраля он стал главой временного правительства. 6 марта в переговорах с королём Фердинандом отказался принять предложения монарха, среди которых было его назначение наместником Сицилии. 25 марта в церкви Святого Доминика в Палермо Сеттимо возглавил первую сессию сицилийского парламента, провозгласившего независимость Сицилии. 26 марта парламент единогласно избрал его главой нового правительства, в которое вошли Мариано Стабиле, Винченцо Фарделла ди Торреарса и Паскуале Кальви. 13 апреля новое государство приняло название Сицилийского королевства, став конституционной монархией, и объявило о низложении дома Неаполитанских Бурбонов. За два дня до этого парламент предложил корону Сицилии принцу Фердинанду Савойскому. Для установления дипломатических отношений в зарубежные страны правительством были назначены представители. Сеттимо был назначен регентом королевства; 10 мая парламент объявил его «неприкосновенным» (итал. Inviolabile), а 10 июля генерал-лейтенантом сицилийской армии.
Успешно действуя на внешнеполитическом фронте, Сеттимо не смог преодолеть конфликт между правительством и парламентом. Начавшийся финансовый кризис, усугубляла война с частями регулярной армии Неаполитанского королевства, высадившимися на остров ещё 17 января. В августе 1848 года принц Фердинанд Савойский отказался от предложения парламента стать королём Сицилии. 13 сентября армия Неаполитанского королевства под командованием Карло Филанджери захватила Мессину. В феврале 1849 года правительство подало в отставку. В марте, после отказа парламента ратифицировать Гаэтские конституционные акты, предложенные королём Фердинандом, парламентарии провозгласили Сеттимо «отцом сицилийского отечества» (итал. padre della patria siciliana) и поручили ему сформировать новый кабинет министров. Со второй попытки им было сформировано коалиционное правительство с Мариано Стабиле, Паскуале Кальви, Пьетро Ланца и Винченцо Эрранте. Однако и этот кабинет министров не справился с задачей обороны острова. 10 апреля армия Неаполитанского королевства захватила Катанию и двинулась на Палермо. Правительство подало в отставку. После неудачной попытки сформировать новое правительство, в конце апреля Сеттимо признал поражение революции и на британском военном корабле «Бульдог» отправился в изгнание на Мальту, где был принят с почестями британским губернатором острова.

#### Сенатор и президент сената

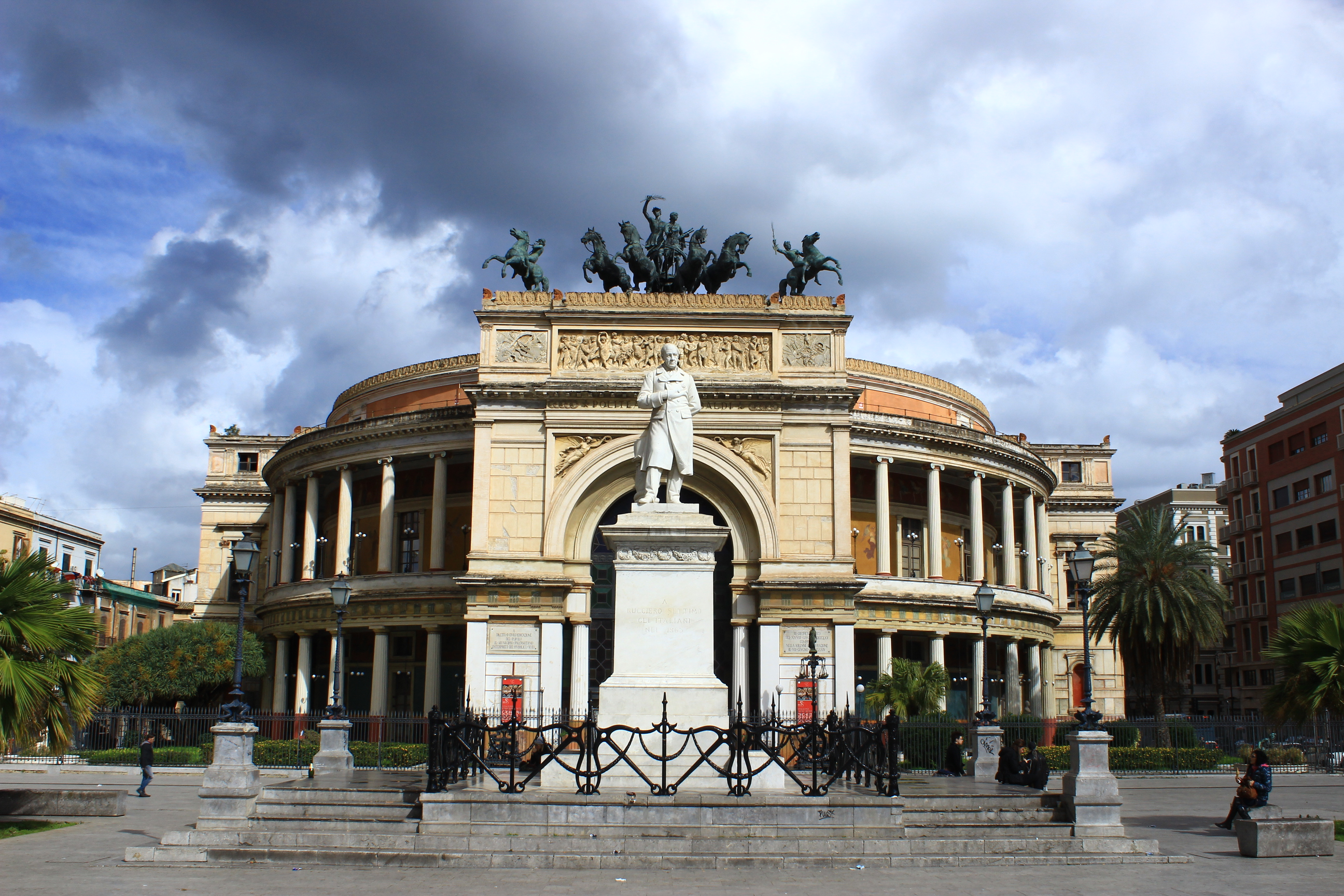
Памятник Руджеро Сеттимо на площади перед театром Политеама в Палермо

В изгнании Сеттимо стал одним из лидеров оппозиции в эмиграции, часто выступал посредником в спорах. По его предложению, чтобы не провоцировать конфликты в рядах оппозиции, была отложена публикация протоколов сицилийского правительства. Он тесно общался с Джузеппе Мадзини, Розолино Пило, Франческо Криспи, Никола Фабрици, Маттео Раэли и Винченцо Фарделла ди Торреарсом. Сеттимо отказался от революции, как метода смены власти и от идеи независимости Сицилии в пользу единого итальянского государства. Считал, что участие сардинского королевства в Крымской войне не поможет в решении «итальянского вопроса». В 1850—1858 годах считал целесообразной интервенцию британцев в Королевство обеих Сицилий, одновременно поддерживая идею аннексии острова сардинцами. В 1859 году во время австро-итало-французской войны внимательно следил за положением дел на фронте. В 1860 году после высадки гарибальдийцев на Сицилии, встал на их сторону и сожалел, не мог лично участвовать в борьбе за единое итальянское государство.
После включения Сицилии в состав единого королевства Италии в октябре 1860 года, в мае того же года Джузеппе Гарибальди и Камилло Бенсо ди Кавур пригласили его вернуться на остров, но Сеттимо не воспользовался им из-за проблем со здоровьем. Он одобрил аннексию Сицилии через плебисцит, в котором сам участвовал по почте. В 1860 году король Виктор Эммануил II наградил его Высшим орденом Святого Благовещения и Большим крестом ордена Святых Маврикия и Лазаря. 20 января 1861 года он был заочно назначен сенатором итальянского королевства, и с 18 февраля 1861 года до самой смерти был президентом Сената Королевства Италия. В 1862 году Сеттимо попытался вернуться на родину, но снова не смог это сделать из-за обострившихся проблем со здоровьем. Он умер в Ла-Валлетте на Мальте 12 мая 1863 года. Его останки были перевезены на Сицилию и погребены в церкви Святого Доминика в Палермо.

## Память
В Палермо его именем названы улица и площадь. В 1865 году в Палермо ему поставили памятник работы скульптора Бенедетто Де Лизи. Улицы с именем Руджеро Сеттимо есть также в Катании, Джеле, Варезе и Риме.